# Universale Economica Feltrinelli dal 1001 al 1100

## Dal n. 1001 al n. 1100
- I 100 precedenti: Universale Economica Feltrinelli dal 901 al 1000

| Universale Economica Feltrinelli |                    | |                                       |
|                                  |                    | |                                       |
|                                  | Sezione            | Titolo | Autore                                |
| 1001                             |                    | |                                       |
| 1002                             |                    | |                                       |
| 1003                             |                    | |                                       |
| 1004                             |                    | |                                       |
| 1005                             |                    | |                                       |
| 1006                             |                    | |                                       |
| 1007                             |                    | |                                       |
| 1008                             |                    | |                                       |
| 1009                             |                    | |                                       |
| 1010                             |                    | |                                       |
| 1011                             |                    | |                                       |
| 1012                             |                    | |                                       |
| 1013                             |                    | |                                       |
| 1014                             |                    | |                                       |
| 1015                             |                    | |                                       |
| 1016                             |                    | |                                       |
| 1017                             |                    | |                                       |
| 1018                             |                    | |                                       |
| 1019                             |                    | |                                       |
| 1020                             | Saggi              | Figlio figlia: guida a una gravidanza e a un parto felice | Romano e Giulia Forleo                |
| 1021                             | Narrativa          | D'amore e ombra | Isabel Allende                        |
| 1022                             | Narrativa          | Il diario di Jane Somers | Doris Lessing                         |
| 1023                             | Narrativa          | Ultimi vampiri | Gianfranco Manfredi                   |
| 1024                             | Narrativa          | Odile | Raymond Queneau                       |
| 1025                             | Saggi              | Avere un figlio. Nove mesi di vita della coppia | Jacqueline Dana e Sylvie Marion       |
| 1026                             | Varia              | Sentirsi in forma: piano 5BX per uomini: 11 minuti al giorno - Piano XBX per donne: 12 minuti al giorno. Due serie di esercizi fisici elaborati dalla Royal Canadian air force |                                       |
| 1027                             | Narrativa          | Narratori delle pianure | Gianni Celati                         |
| 1028                             | Narrativa          | Il Gattopardo | Giuseppe Tomasi di Lampedusa          |
| 1029                             | Saggi              | Le avanguardie artistiche del Novecento | Mario De Micheli                      |
| 1030                             | Saggi              | Cannibali e re. Le origini delle culture | Marvin Harris                         |
| 1031                             | Narrativa          | L'amante | Marguerite Duras                      |
| 1032                             | Narrativa          | Boccalone | Enrico Palandri                       |
| 1033                             | Narrativa          | Piccoli equivoci senza importanza | Antonio Tabucchi                      |
| 1034                             | Narrativa          | Pianto di sirena e altri racconti | Jun'ichirō Tanizaki                   |
| 1035                             | Storia e filosofia | La vita di Gesù, a cura di Bruno Revel | Ernest Renan                          |
| 1036                             | Narrativa          | Una donna, con uno scritto di Emilio Cecchi, prefazione di Maria Corti (1036)                                                                                                  | Sibilla Aleramo                       |
| 1037                             | Saggi              | Origine della disuguaglianza, a cura di Giulio Preti | Jean-Jacques Rousseau                 |
| 1038                             | Narrativa          | Kyra Kyralina | Panait Istrati                        |
| 1039                             | Saggi              | Informale Oggetto Comportamento. La ricerca artistica, vol. I | Renato Barilli                        |
| 1040                             | Saggi              | Informale Oggetto Comportamento. La ricerca artistica, vol. II | Renato Barilli                        |
| 1041                             | Narrativa          | Capricci del destino | Karen Blixen                          |
| 1042                             | Narrativa          | Grande Sertão | João Guimarães Rosa                   |
| 1043                             | Noir               | La semplice arte del delitto: tutti i racconti, vol. I, a cura di Oreste Del Buono                                                                                             | Raymond Chandler                      |
| 1044                             | Noir               | La semplice arte del delitto: tutti i racconti, vol. II | Raymond Chandler                      |
| 1045                             | Saggi              | Popoli e paesi | Margaret Mead                         |
| 1046                             | Narrativa          | Il romanzo del sottosuolo (L'altro io - Il marito di Akul'ka - Ricordi del sottosuolo - L'eterno marito - Bobok - La mite - Il sogno di un uomo ridicolo)                      | Fëdor Dostoevskij                     |
| 1047                             | Varia              | Dizionario della Divina Commedia, a cura di Michele Messina | Giorgio Siebzehner-Vivanti            |
| 1048                             | Narrativa          | Il buon soldato Sc'vèik, 2 voll. | Jaroslav Hašek                        |
| 1049                             | Teatro             | Amleto, a cura di Alessandro Serpieri | William Shakespeare                   |
| 1050                             | Saggi              | Storia del corpo femminile | Edward Shorter                        |
| 1051                             | Saggi              | La volontà di sapere. Storia della sessualità I | Michel Foucault                       |
| 1052                             | Saggi              | Il basso Medioevo | Jacques Le Goff                       |
| 1053                             | Narrativa          | Chin P'ing Mei: romanzo erotico cinese del secolo XVI, 2 voll., a cura di Piero Jahier e Maj-Lis Rissler Stoneman, introduzione di Arthur Waley                                |                                       |
| 1054                             | Narrativa          | L'amico ritrovato, introduzione di Arthur Koestler | Fred Uhlman                           |
| 1055                             | Narrativa          | Il colpo di grazia | Marguerite Yourcenar                  |
| 1056                             | Narrativa          | Legami familiari | Clarice Lispector                     |
| 1057                             | Narrativa          | Cuore di tenebra | Joseph Conrad                         |
| 1058                             | Saggi              | L'alto Medioevo | Jan Dhondt                            |
| 1059                             | Narrativa          | Ecologi e scimmie di Dio | Giorgio Celli                         |
| 1060                             | Narrativa          | Se gioventù sapesse | Doris Lessing                         |
| 1061                             | Varia              | Guida pratica all'elaborazione di un curricolo, presentazione di Andrea Daziano                                                                                                | Andrey e Howard Nicholls              |
| 1062                             | Narrativa          | L'opera al nero | Marguerite Yourcenar                  |
| 1063                             | Memoria            | Le altre. Conversazioni sulle parole della politica | Rossana Rossanda                      |
| 1064                             | Narrativa          | Occhi blu capelli neri | Marguerite Duras                      |
| 1065                             | Narrativa          | Una storia d'amore | João Guimarães Rosa                   |
| 1066                             | Saggi              | L'età dell'imperialismo | Wolfgang J. Mommsen                   |
| 1067                             | Narrativa          | Il candeliere a sette fiamme, presentazione di Oreste Del Buono | Augusto De Angelis                    |
| 1068                             | Saggi              | L'incertezza dei sogni, a cura di Guido Almansi | Roger Caillois                        |
| 1069                             | Saggi              | India: dalla civiltà dell'Indo fino all'inizio del dominio inglese | Ainslie T. Embree e Friedrich Wilhelm |
| 1070                             | Saggi              | Storia d'Italia dall'Unità ad oggi | Giampiero Carocci                     |
| 1071                             | Saggi              | Imparare a leggere: come affascinare i bambini con la parola | Bruno Bettelheim, Karen Zelan         |
| 1072                             | Narrativa          | Pao Pao | Pier Vittorio Tondelli                |
| 1073                             | Noir               | Galateo del delitto | Alfred Hitchcock (a cura di)          |
| 1074                             | Saggi              | Psicologia della Gestalt | Wolfgang Köhler                       |
| 1075                             | Narrativa          | Piccoli equivoci senza importanza | Antonio Tabucchi                      |
| 1076                             | Narrativa          | Eva Luna | Isabel Allende                        |
| 1077                             | Narrativa          | Il bar sotto il mare | Stefano Benni                         |
| 1078                             | Narrativa          | Comici spaventati guerrieri | Stefano Benni                         |
| 1079                             | Narrativa          | I meravigliosi animali di Stranalandia | Stefano Benni, Pirro Cuniberti        |
| 1080                             | Narrativa          | Quattro novelle delle apparenze | Gianni Celati                         |
| 1081                             |                    | |                                       |
| 1082                             | Saggi              | Verso una nuova saggezza, conversazioni con Gregory Bateson e altri | Fritjof Capra                         |
| 1083                             | Noir               | Il grande sonno | Raymond Chandler                      |
| 1084                             | Narrativa          | Testi segreti | Marguerite Duras                      |
| 1085                             | Narrativa          | La vita materiale | Marguerite Duras                      |
| 1086                             | Narrativa          | Occasione d'amore | Nadine Gordimer                       |
| 1087                             | Saggi              | Quando i cavalli avevano le dita. Misteri e stranezze della natura | Stephen Jay Gould                     |
| 1088                             | Saggi              | Donne che amano troppo, presentazione di Dacia Maraini | Robin Norwood                         |
| 1089                             | Narrativa          | Alexis o il trattato della lotta vana | Marguerite Yourcenar                  |
| 1090                             | Narrativa          | La camera di sangue, trad. di Barbara Lanati | Angela Carter                         |
| 1091                             | Narrativa          | Angeli | Johnson Denis                         |
| 1092                             | Narrativa          | La battaglia di Wagram | Gilles Lapouge                        |
| 1093                             | Narrativa          | Magia rossa | Gianfranco Manfredi                   |
| 1094                             | Narrativa          | Strappami la vita | Ángeles Mastretta                     |
| 1095                             | Narrativa          | Opus Pistorum, postfazione di Fernanda Pivano | Henry Miller                          |
| 1096                             | Narrativa          | L'attentato | Harry Mulisch                         |
| 1097                             | Vite Narrate       | Vita e musica di Bob Dylan, a cura di Riccardo Bertoncelli | Robert Shaelton                       |
| 1098                             | Narrativa          | Storia di un uomo | Fred Uhlman                           |
| 1099                             | Narrativa          | Polaris | Fay Weldon                            |
| 1100                             | Narrativa          | Vita e amori di una diavolessa | Fay Weldon                            |

- I 100 successivi: Universale Economica Feltrinelli dal 1101 al 1200